# Бабынино (посёлок, Калужская область)
Бабынино — посёлок в Калужской области России, административный центр Бабынинского района.

## История

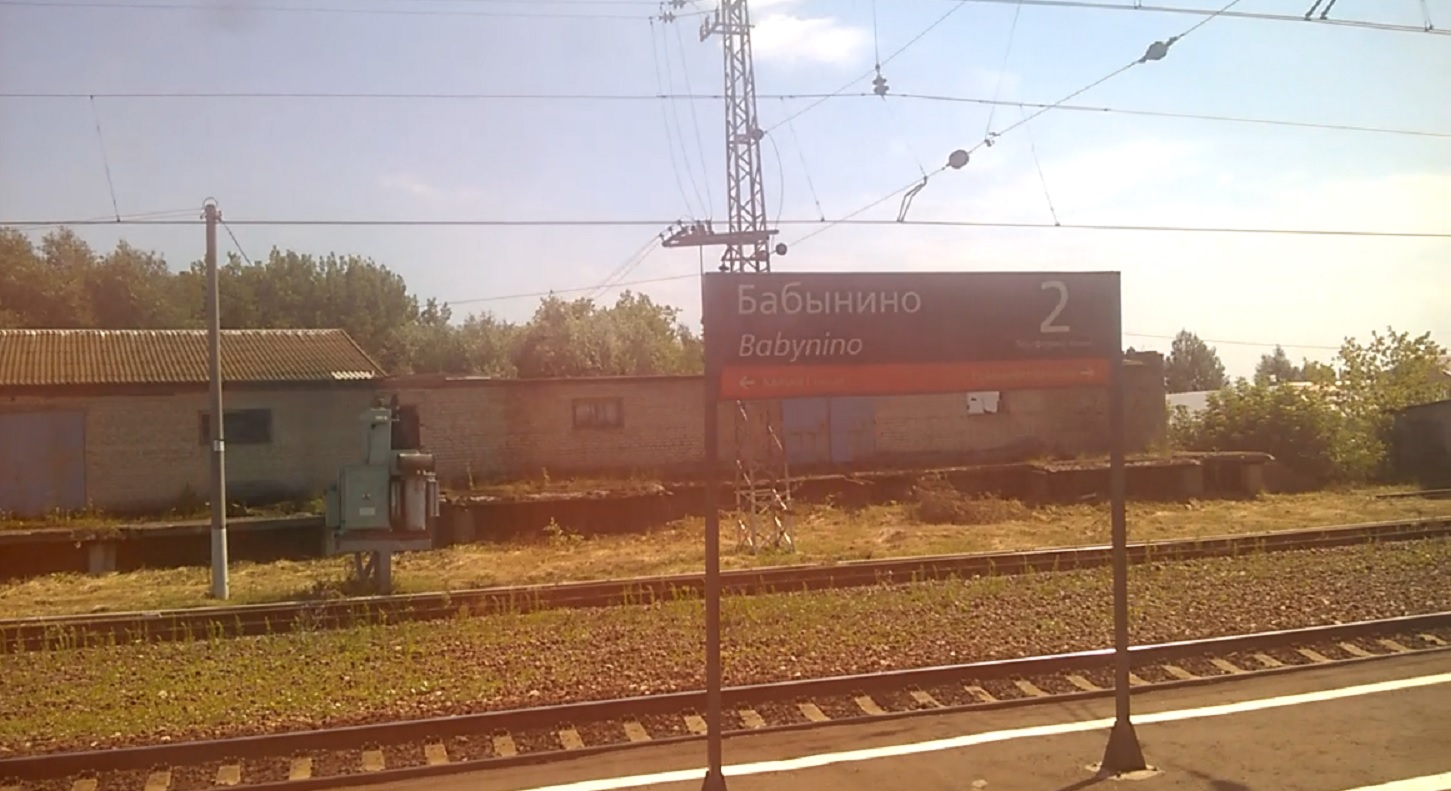
Платформа станции Бабынино. Съёмка выполнена из окна электропоезда 28 июля 2020

С 1897 года началось строительство железной дороги Москва — Брянск. Линию спроектировали проходящей в полутора километрах от старинного села Бабынино. Здесь устроили станцию, которая получила название по этому селу. 1 июля 1899 года на этой станции сделал остановку первый пассажирский поезд. Возле новой станции стали селиться рабочие, служащие-железнодорожники, торговцы. Так что к 1920 году при станции было уже 12 домов и в них 35 жителей.
Посёлок стал активно развиваться с 1929 года, когда был определён как административный центр вновь образованного района. В предвоенные годы был построен дом для администрации, школа, больница, чайная, большой Дом культуры. В послевоенные 60-е — 80-е годы были выстроены целые улицы жилых и административных зданий, магазины, больница, поликлиника.

## Население
| 1939  | 1959  | 1970  | 1979  | 1989  | 2002  | 2010  |
| ----- | ----- | ----- | ----- | ----- | ----- | ----- |
| 2759  | ↘1904 | ↗2775 | ↗3817 | ↗4148 | ↘4054 | ↘3725 |
| 2021  |       |       |       |       |       |       |
| ↗3823 |       |       |       |       |       |       |

## Известные уроженцы, жители
Юлдашев Владимир Лабибович (родился 21 сентября 1954 года,в пос. Бабынино Калужской области) — психиатр, доктор медицинских наук (1997), профессор (1998).

## Экономика
С 1975 году в Бабынино разместилось структурное подразделение радиотехнического завода, ставшего с 1992 года акционерным обществом. С 1967 года работает в Бабынино химический завод по производству олифы и масляной краски.

## Образование
В Бабынино существует школа искусств. Имеются музыкальные классы по разным инструментам, отделение хореографии, художественный класс.

## Культура
Широко известны бабынинской публике коллективы районного дома культуры такие как: ансамбль «Ивушка», театр детской песни «Стиль», народный хореографический ансамбль «Росинка» .
В поселке есть краеведческий музей.